# Нижнее Летнее (озеро, Лоухский район)
Нижнее Летнее — пресноводное озеро на территории Плотинского сельского поселения Лоухского района Республики Карелии.

## Общие сведения
Площадь озера — 1,6 км². Располагается на высоте 23,6 метров над уровнем моря.
Форма озера лопастная, продолговатая: оно почти на три километра вытянуто с северо-востока на юго-запад. Берега изрезанные, каменисто-песчаные, преимущественно возвышенные, местами заболоченные.
Через озеро течёт река Летняя, впадающая в Белое море.
В озере расположено не менее четырёх безымянных островов различной площади.
Код объекта в государственном водном реестре — 02020000711102000002675.